# سلطان الحربي (لاعب كرة قدم مواليد 2000)
سلطان محمد الحربي لاعب كرة قدم سعودي، يلعب في خط الدفاع=.

## مسيرة اللاعب
لعب في الفئات السنية في نادي الفيحاء و أعير إلى نادي بيشة ونادي القيصومة.